# Locavore
Locavore – osoba świadomie wybierająca naturalną żywność wyprodukowaną lokalnie w sposób tradycyjny, która nie musi być transportowana na dalekie odległości.
Autorką określenia jest Jessica Prentice – popularyzatorka ekologicznego żywienia. Po raz pierwszy użyto go podczas Dni Ochrony Środowiska w San Francisco w 2005 roku. Pojęcie to szybko zdobyło dużą popularność i w 2007 roku zostało uznane za „słowo roku” przez amerykański słownik wydawnictwa Oxford University Press. W Stanach Zjednoczonych i innych krajach, ruch locavore zrodził się jako działanie na rzecz rozpowszechnienia zrównoważonego rozwoju i świadomości ekologicznej.